# Alcalá del Júcar
Alcalá del Júcar es un municipio español situado al sureste de la península ibérica, en la provincia de Albacete, dentro de la comunidad autónoma de Castilla-La Mancha. Su población asciende a 1148 habitantes (INE, 2022). La localidad, situada a 64 km de la capital provincial, fue declarada Conjunto Histórico-Artístico en 1982. Pertenecen al municipio las pedanías de Casas del Cerro, Las Eras, La Gila, Tolosa y Zulema.

## Toponimia

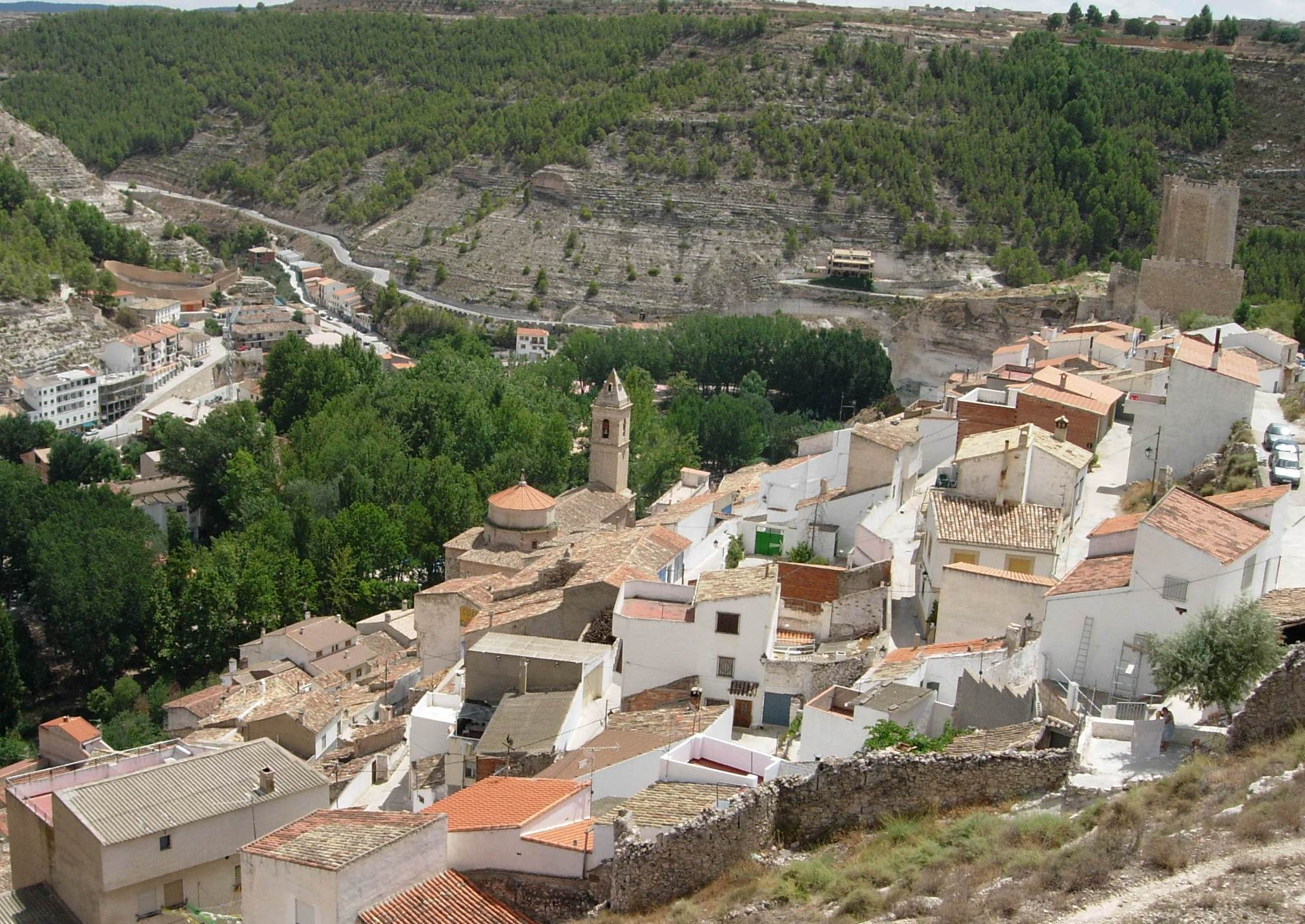
Vista panorámica.

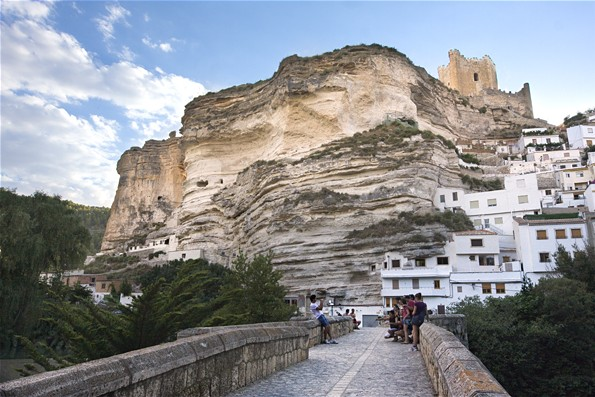
Acceso a la localidad.

Según las relaciones topográficas de Felipe II, el nombre de la localidad viene del lugar sobre el cual está asentado y que era llamado por los árabes alcarra, que significaba cosa de Dios o de oración. Otros estudiosos han relacionado el nombre con la palabra alcalá, que en árabe significa castillo, por lo que el significado del nombre de la localidad sería castillo del río Júcar.

## Geografía
- Ríos: Júcar.

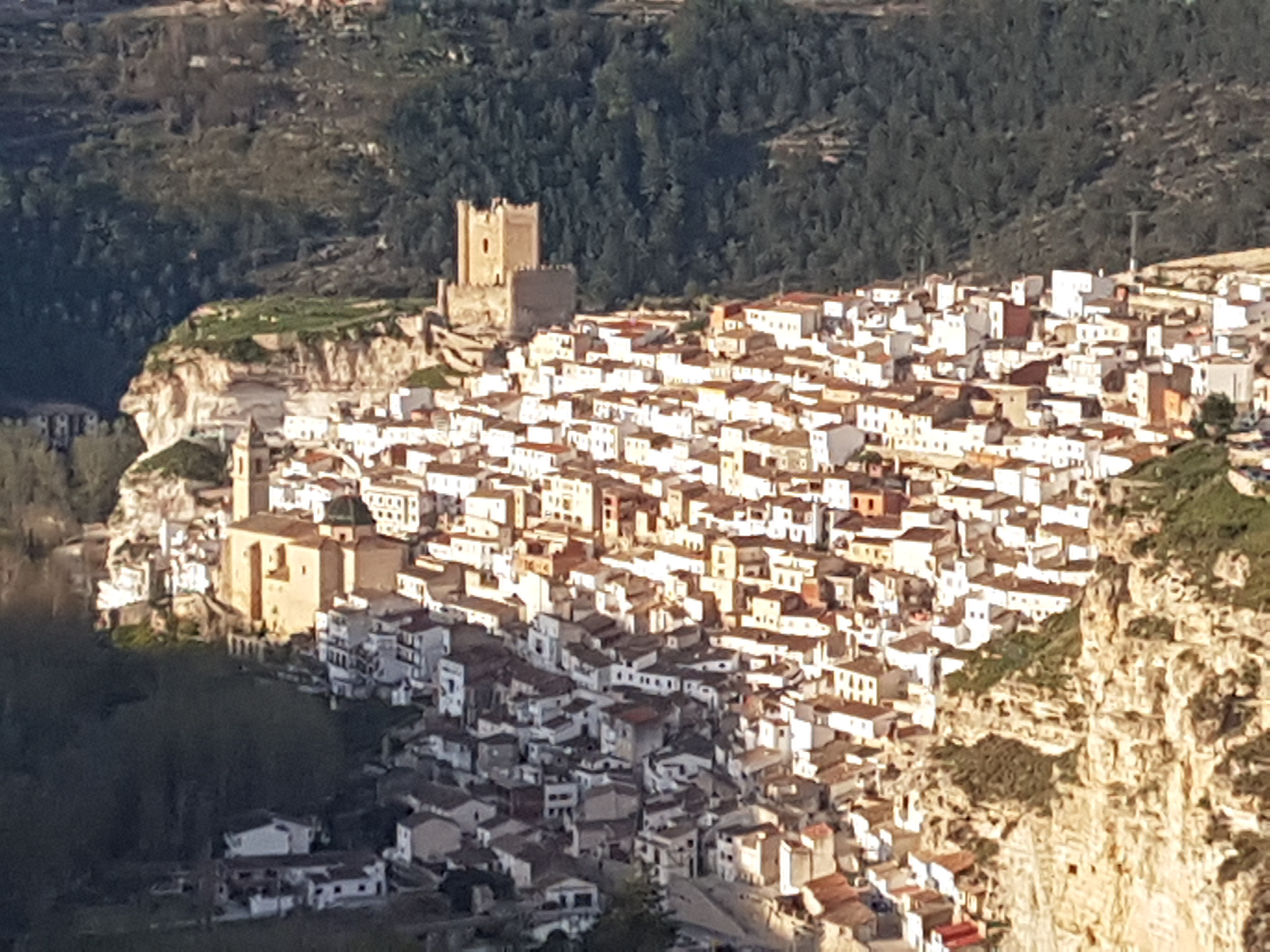
Vistas desde Las Eras.

- Límites: Abengibre, Alatoz, Alborea, Carcelén, Casas de Ves, Casas-Ibáñez, Fuentealbilla y La Recueja, todos ellos de la provincia de Albacete.

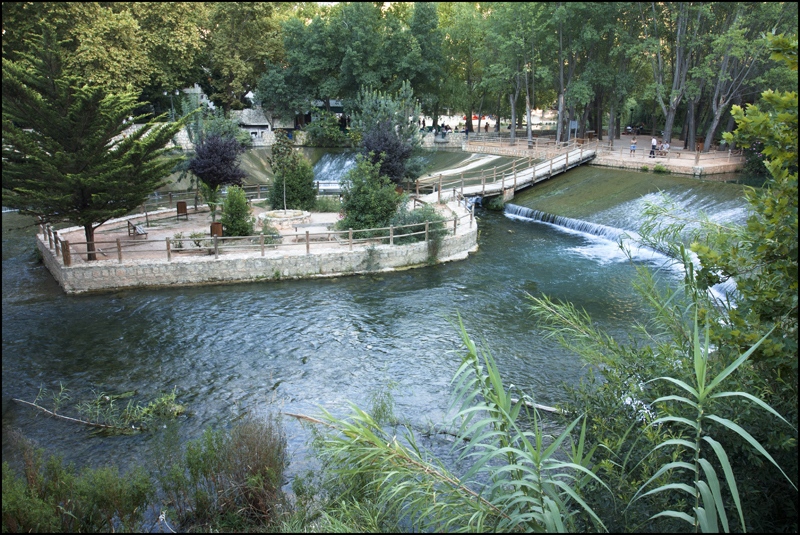
Río Júcar a su paso por el pueblo.

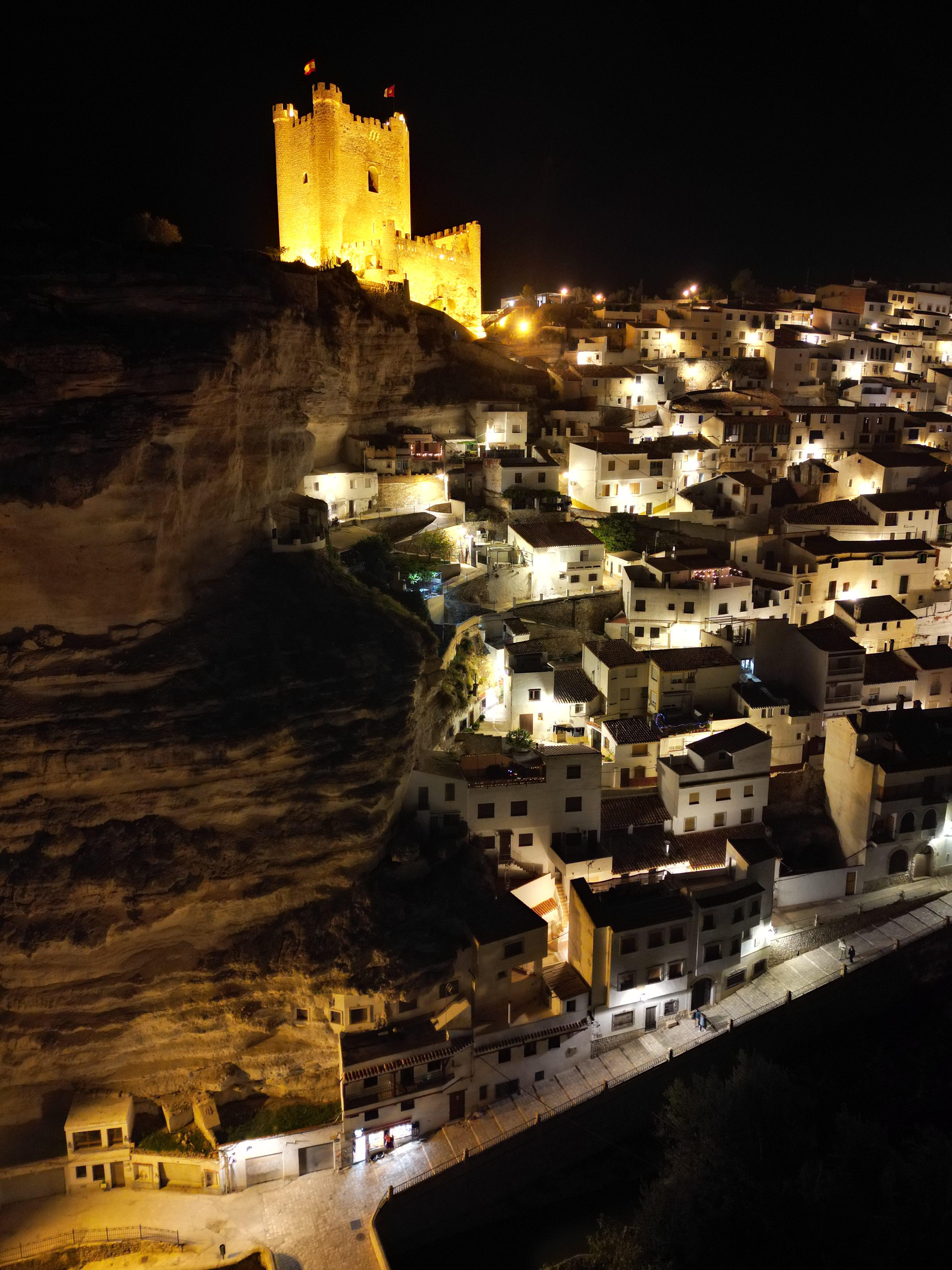
Vista nocturna.

## Historia
En el año 1211, una expedición relámpago del rey Alfonso VIII consigue arrebatar a los musulmanes, para la Corona de Castilla, las plazas fuertes de Garadén, Jorquera y Alcalá, quedando su dominación efectiva garantizada dos años después, cuando la victoria sobre los almohades en las Navas de Tolosa (1212) y Alcaraz (1213) rompen toda la defensa árabe y dejan libre a la repoblación todas las tierras de La Mancha y la actual provincia de Albacete. Tras su conquista definitiva se asentaron colonos procedentes de Alarcón.
Inicialmente, Alcalá fue una aldea de Jorquera, hasta que el 18 de abril de 1364, el rey de Castilla Pedro I el Cruel, firmó un documento en el Grao de Valencia, concediendo a Alcalá del Júcar el villazgo y la segregación con respecto a Jorquera, con asignación del Fuero de las Leyes, ordenamiento concejil y otros derechos.
Como todas las poblaciones cercanas perteneció al marquesado de Villena y padeció las vicisitudes de este peculiar señorío, que tanta importancia tuvo en la Edad Media y en la gestación de la moderna monarquía castellana, hasta su disolución a raíz de la guerra de sucesión castellana en 1475.
Perteneció al Reino de Murcia, dentro de la Corona de Castilla hasta la nueva configuración territorial de España del ministro Javier de Burgos en 1833, cuando se crea la provincia de Albacete. Asimismo su pertenencia a la demarcación episcopal correspondería a la diócesis de Cartagena hasta la creación de la de Albacete en 1949.
La villa de Alcalá del Júcar fue declarada Conjunto Histórico-Artístico por Real Decreto 2335/1982 de 30 de julio (B.O.E. 226 de 1 de septiembre). Número de identificación de Bien de Interés Cultural otorgado por el Ministerio de Cultura de España: RI-53-0000261.
Está catalogado como Uno de Los Pueblos Más Bonitos de España desde el año 2014 y pertenece desde entonces a la asociación homónima.

## Geografía humana

### Demografía
Cuenta con una población de 1117 habitantes (INE 2024).
| Gráfica de evolución demográfica de Alcalá del Júcar entre 1842 y 2021                                                |
| |
| Población de derecho según los censos de población del INE. Población de hecho según los censos de población del INE. |

La población está dividida en seis núcleos (cifras de población INE año 2015):
- Alcalá, con 652 habitantes.
- Las Eras, con 305 habitantes.
- Casas del Cerro, con 162 habitantes.
- La Gila, con 68 habitantes.
- Zulema, con 40 habitantes.
- Tolosa, con 23 habitantes.

### Economía
Su economía se basa principalmente en la agricultura y, especialmente en el turismo, la mayor fuente de ingresos del municipio.

## Administración y política
Pertenece al partido judicial de Casas-Ibáñez.
| Periodo   | Nombre                         | Partido |
| --------- | ------------------------------ | ------- |
| 1979-1983 | Francisco García Castillo      | UCD     |
| 1983-1987 | Siro Torres García             | PSOE    |
| 1987-1991 | Siro Torres García             | PSOE    |
| 1991-1995 | Siro Torres García             | PSOE    |
| 1995-1999 | Juan Miguel Munera Martínez    | PSOE    |
| 1999-2003 | Manuela Torres Monedero        | PSOE    |
| 2003-2007 | Manuela Torres Monedero        | PSOE    |
| 2007-2011 | Manuela Torres Monedero        | PSOE    |
| 2011-2015 | Manuela Torres Monedero        | PSOE    |
| 2015-2019 | Pedro Antonio González Jiménez | PSOE    |
| 2019-2023 | Pedro Antonio González Jiménez | PSOE    |

## Patrimonio
La villa de Alcalá del Júcar está declarada Conjunto Histórico-Artístico por Real Decreto 2335/1982 de 30 de julio (B.O.E. 226 de 1 de septiembre). Número de identificación de Bien de Interés Cultural otorgado por el Ministerio de Cultura de España: RI-53-0000261.

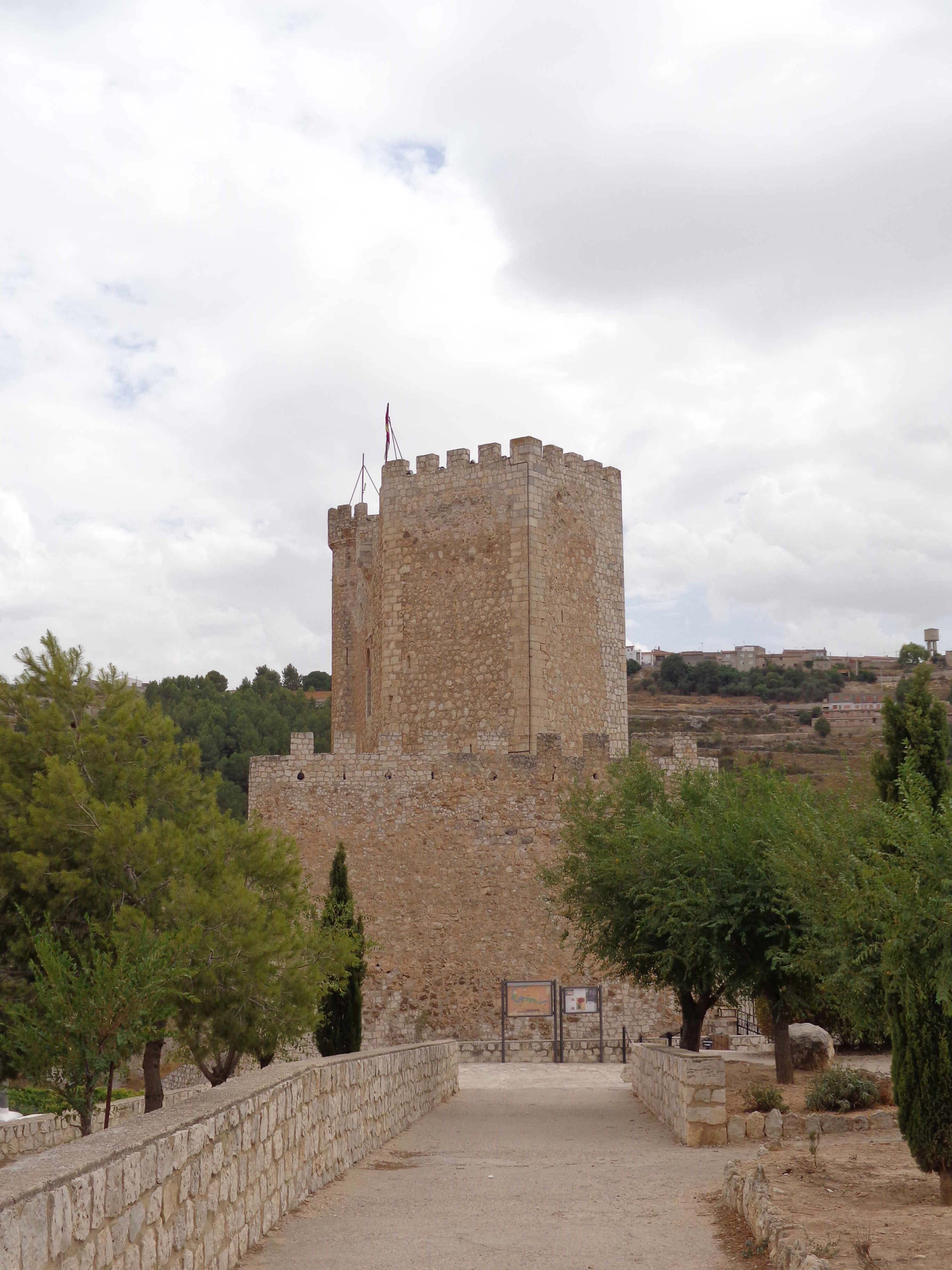
Castillo
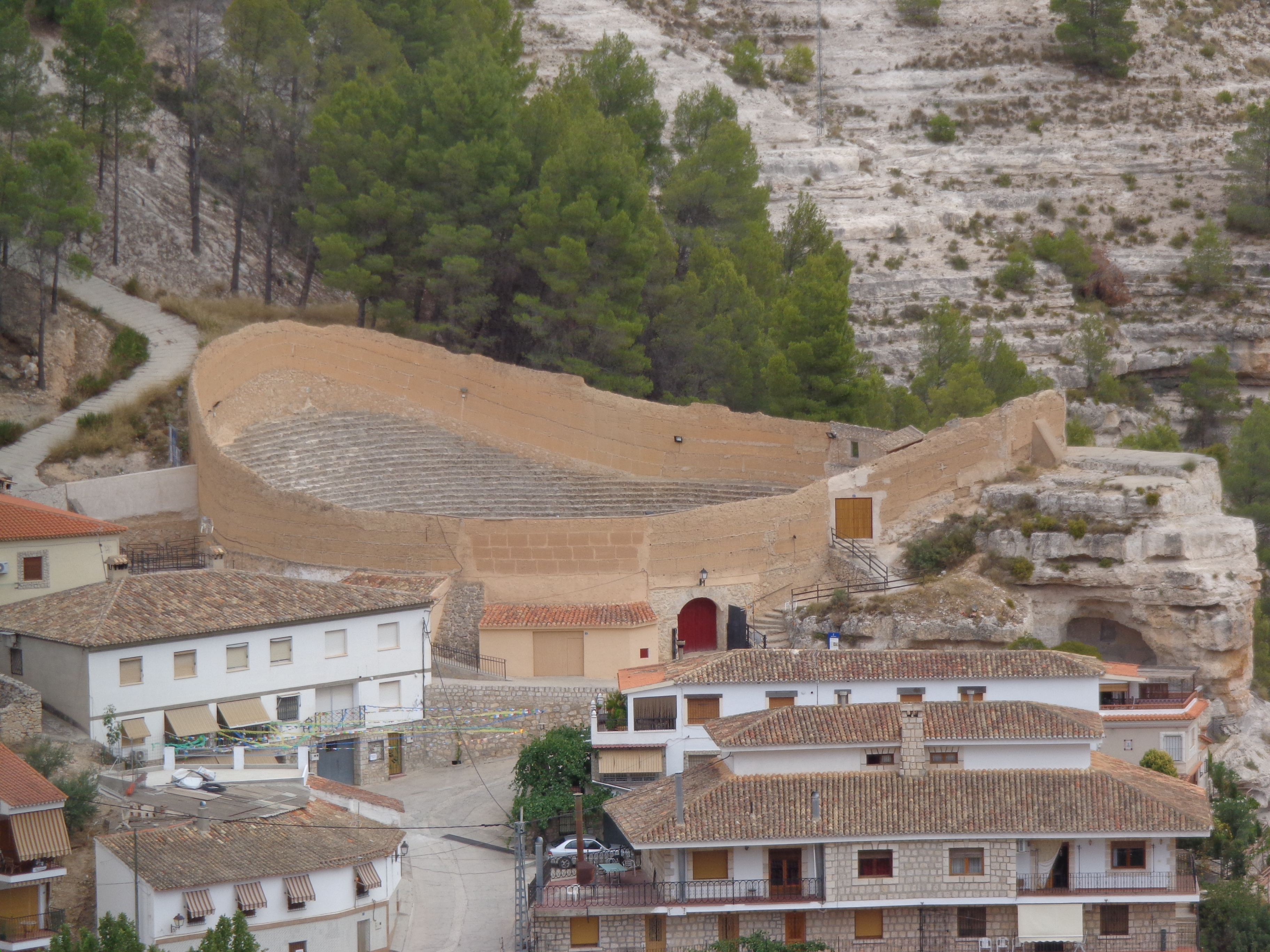
Plaza de toros
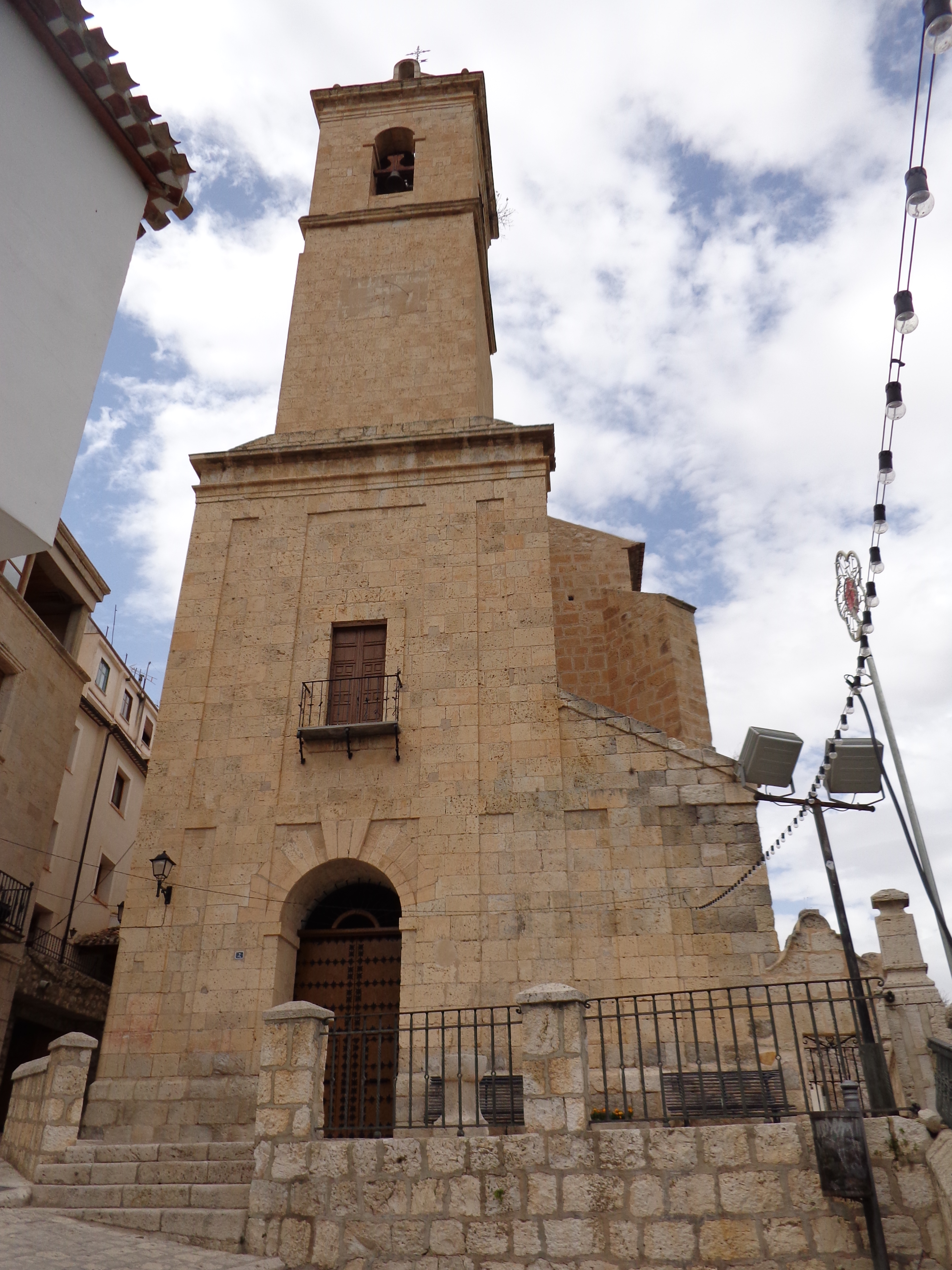
Iglesia de San Andrés
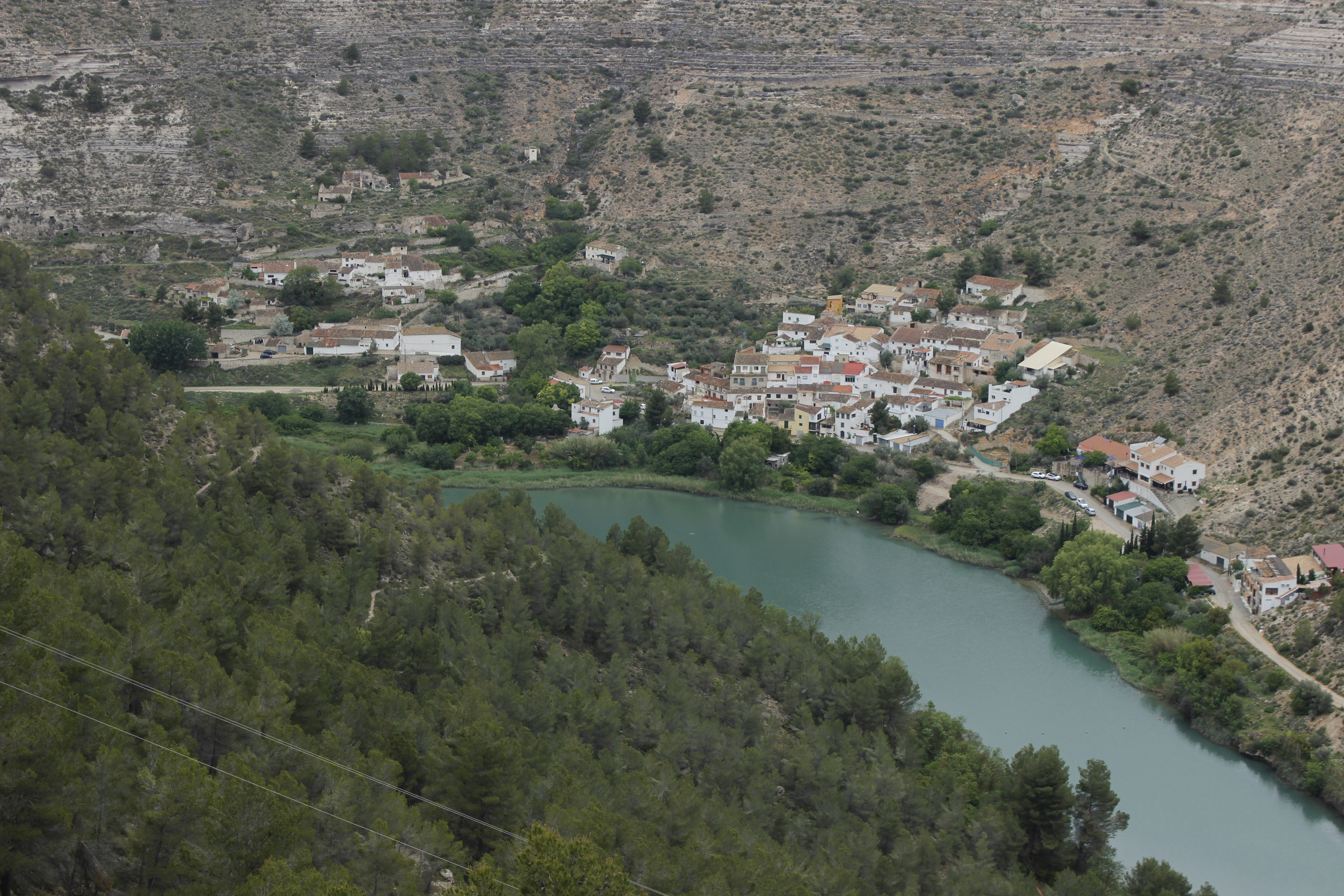
Vista de Tolosa desde La Gila
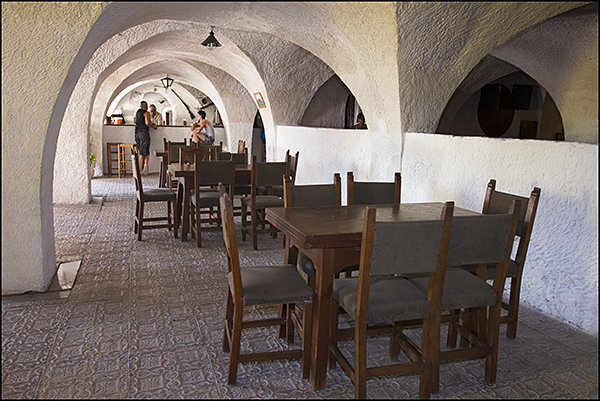
Cueva de Masagó
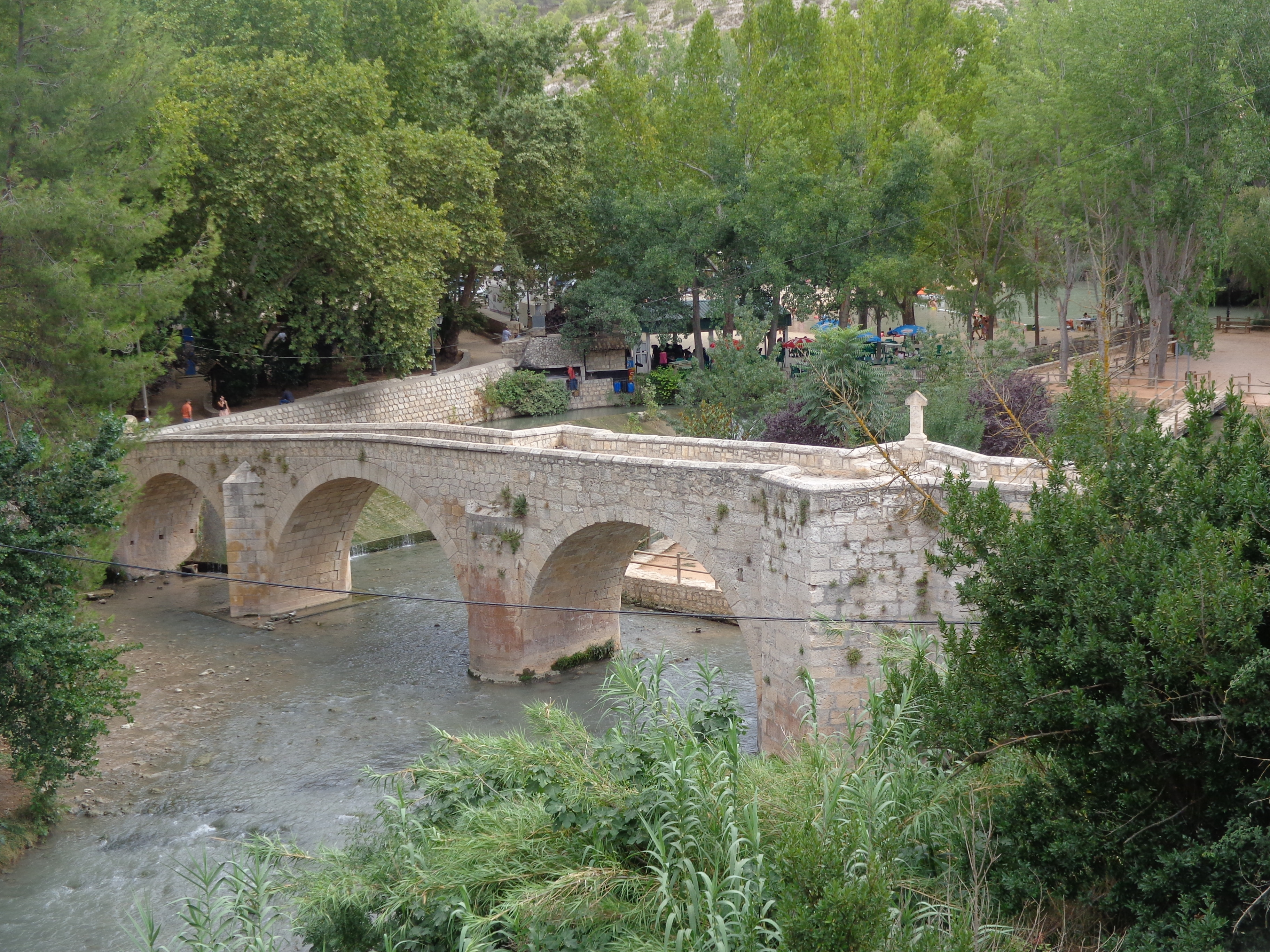
Puente viejo

### Castillo
El castillo fue construido por los almohades entre los siglos XII y XIII y está ubicado sobre una peña formada por la hoz del río Júcar, desde donde se divisa toda la población.

### Otros monumentos
- Iglesia parroquial.
- Viviendas excavadas en las rocas.
- Plaza de toros, única en su género por su forma irregular.
- Cuevas de Masagó, del Diablo y del Garadén.
- Ermita de San Lorenzo.
- Puente de La Rambla.
- Casas cueva.

### Paisajes naturales
- Tranco del Lobo.
- Parque Hoz del Júcar.
- Embalse del Molinar.

### Camino de Santiago de la Lana
A finales del siglo XX tomó gran importancia la difusión de los diferentes Caminos de Santiago que recorren la provincia de Albacete, entre ellos la Ruta de la Lana. Este camino une la ciudad de Alicante con la de Burgos, donde se une con el Camino Francés, y recorre la provincia de Albacete desde Almansa hasta Villamalea, pasando también por los términos municipales de Bonete, Alpera, Alatoz, Alcalá del Júcar y Casas-Ibáñez.

## Cultura

### Fiestas
- Fiestas Mayores del 7 al 15 de agosto en honor a su patrón, San Lorenzo.
- Festividad de San Blas el 3 de febrero con rifa de tortetes.
- Festividad de San Andrés que se celebra el 30 de noviembre, patrón de la parroquia principal.
- Festividad de la Inmaculada Concepción el 8 de diciembre.
- Fiesta de Viernes de Dolores en honor a la Virgen de los Dolores.
- Festividades de San Isidro el 15 de mayo, patrón de los agricultores, y San Juan Bautista el 24 de junio.
- Fiestas en Casas del Cerro: el 1 de enero en honor al Santo Niño. También se celebra San Isidro y San Antón.
- Fiestas en La Gila el 13 de junio en honor a San Antonio.
- Fiestas en Tolosa el 16 de agosto en honor a San Roque.
- Fiestas en Las Eras en honor de san Gregorio el 9 de mayo.
- Mercado Medieval en Semana Santa.